# Astrid Jacobsen
Astrid Jacobsen (Trondheim, 22 de enero de 1987) es una deportista noruega que compitió en esquí de fondo; campeona olímpica en Pyeongchang 2018 y tres veces campeona mundial.

## Trayectoria
Participó en tres Juegos Olímpicos de Invierno, entre los años 2010 y 2018, obteniendo una medalla de oro en Pyeongchang 2018, en el relevo 4 ×  km (junto con Ingvild Flugstad Østberg, Ragnhild Haga y Marit Bjørgen), el quinto lugar en Vancouver 2010 (velocidad por equipo) y el cuarto en Sochi 2014 (velocidad individual).
Ganó diez medallas en el Campeonato Mundial de Esquí Nórdico entre los años 2007 y 2019.
Estudió Medicina en la Universidad de Oslo. En 2021 fue elegida miembro de la Comisión de Atletas del Comité Olímpico Internacional.

## Palmarés internacional
| Juegos Olímpicos   | Juegos Olímpicos            | Juegos Olímpicos  | Juegos Olímpicos     |
| Año                | Lugar                       | Medalla           | Prueba               |
| ------------------ | --------------------------- | ----------------- | -------------------- |
| 2018               | Pyeongchang (Corea del Sur) | Medalla de oro    | Relevo 4 × 5 km      |
| Campeonato Mundial |                             |                   |                      |
| Año                | Lugar                       | Medalla           | Prueba               |
| 2007               | Sapporo (Japón)             | Medalla de oro    | Velocidad individual |
| 2007               | Sapporo (Japón)             | Medalla de bronce | Velocidad por equipo |
| 2007               | Sapporo (Japón)             | Medalla de bronce | Relevo 4 × km        |
| 2011               | Oslo (Noruega)              | Medalla de bronce | Velocidad por equipo |
| 2015               | Falun (Suecia)              | Medalla de oro    | Relevo 4 × 5 km      |
| 2015               | Falun (Suecia)              | Medalla de plata  | 15 km                |
| 2017               | Lahti (Finlandia)           | Medalla de oro    | Relevo 4 × 5 km      |
| 2017               | Lahti (Finlandia)           | Medalla de bronce | 10 km                |
| 2017               | Lahti (Finlandia)           | Medalla de bronce | 30 km                |
| 2019               | Seefeld (Austria)           | Medalla de plata  | Relevo 4 × 5 km      |